# Niko, le petit renne : Mission père Noël
 (janvier 2025).
Si vous disposez d'ouvrages ou d'articles de référence ou si vous connaissez des sites web de qualité traitant du thème abordé ici, merci de compléter l'article en donnant les références utiles à sa vérifiabilité et en les liant à la section « Notes et références ».
Série
Niko, le petit renne 2
(2012)
Pour plus de détails, voir Fiche technique et Distribution.
Niko, le petit renne : Mission Père Noël est un film de Noël d'animation germano-dano-finno-irlandais-estonie réalisé par Kari Juusonen (fi) et Jørgen Lerdam, sorti en 2024.
Il est la suite de Niko, le petit renne 2, sorti en 2012.

## Synopsis
Niko veut tenter de devenir membre de l’équipe des rennes volants du Père Noël. Là bas, il y fait la connaissance de Stella, une jeune renne talentueuse. Mais malheur, le traîneau du Père Noël a disparu! Niko et ses amis partent pour le retrouver à temps et sauver Noël.

## Distribution

### Voix françaises
- Tom Trouffier : Niko
- Marie Nédélec : Stella
- Denis Boileau : Julius
- Benjamin Egner : Furie
- Éric Herson-Macarel : Tornade
- Serge Biavan : Ilmar
- Véronique Alycia : Wilma
- Camille Gondard : Lala Lemming
- Valérie Siclay : Oona
- Patrick Delage : Leo Lemming
- Hanaé Tran : Lili
- Francis Benoît, Theirry Gondet, Sébastian Baulain, Amandine Bataille, Guillaume Beaujois, Pierre Bigot, Igor Chometowski, Jean-Luc Attan, Alex Croo, Alex Fondja, Soizic Fonjallaz, Luca Garzo, Yannick Lassére et Marie Perret : voix additionnelles
  - Studio de doublage : Cinephase
  - Direction d'artistique : Claire Guyot
  - Adaptation française : Bob Yangasa
  - Enregistrement : Thomas Borgen
  - Montage : Sébastien Lopez
  - Mixage : Nathan Védéche

Source : Carton de doublage